# Ludwig Hemmer

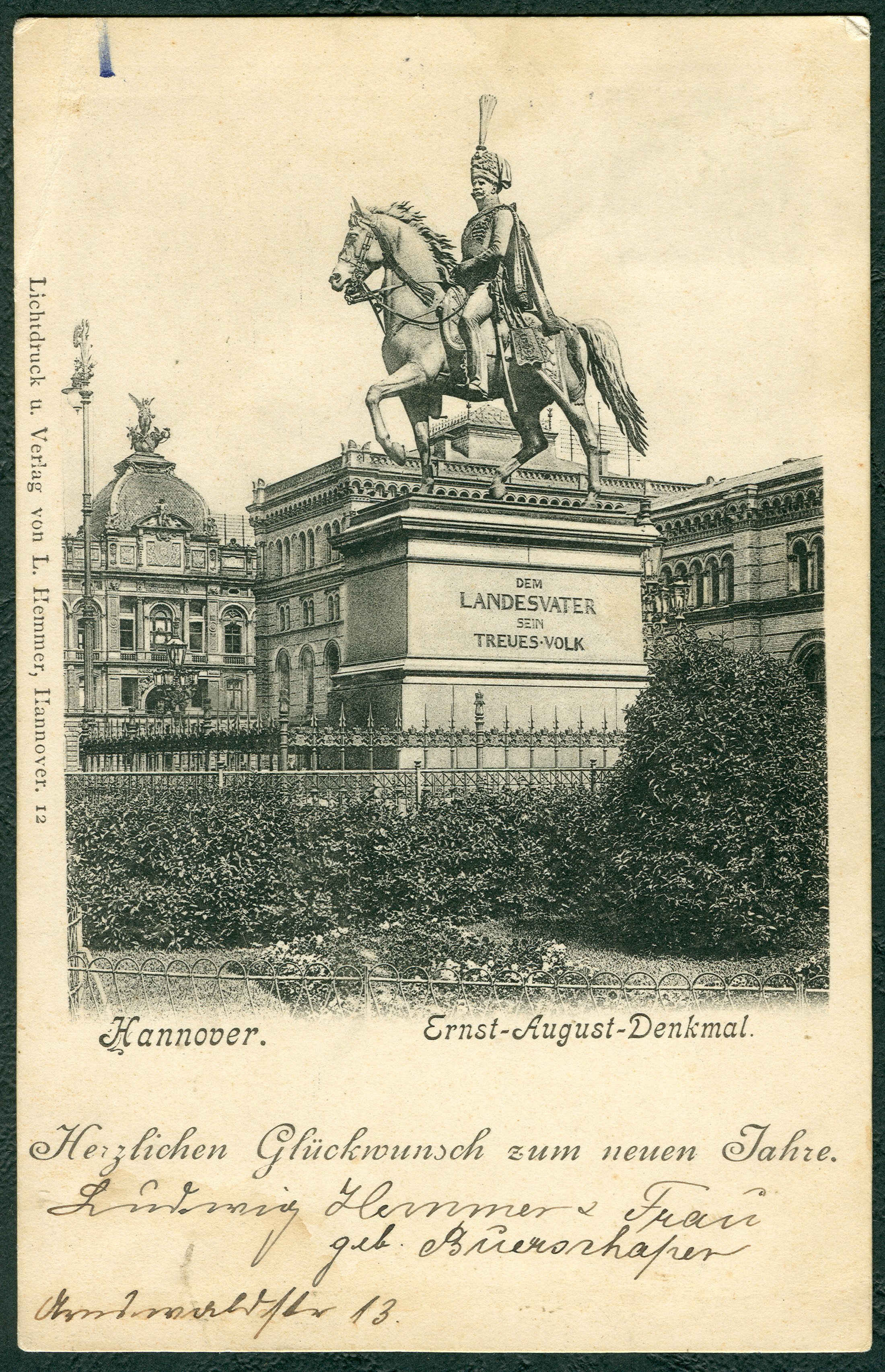
Ansichtskarte mit laufender Nummer 12 (Ernst-August-Denkmal) und einem „Herzlichem Glückwunsch zum neuen Jahre“ durch Ludwig Hemmer + Frau, geb. Buerschaper, aus der Arnswaldstraße 13

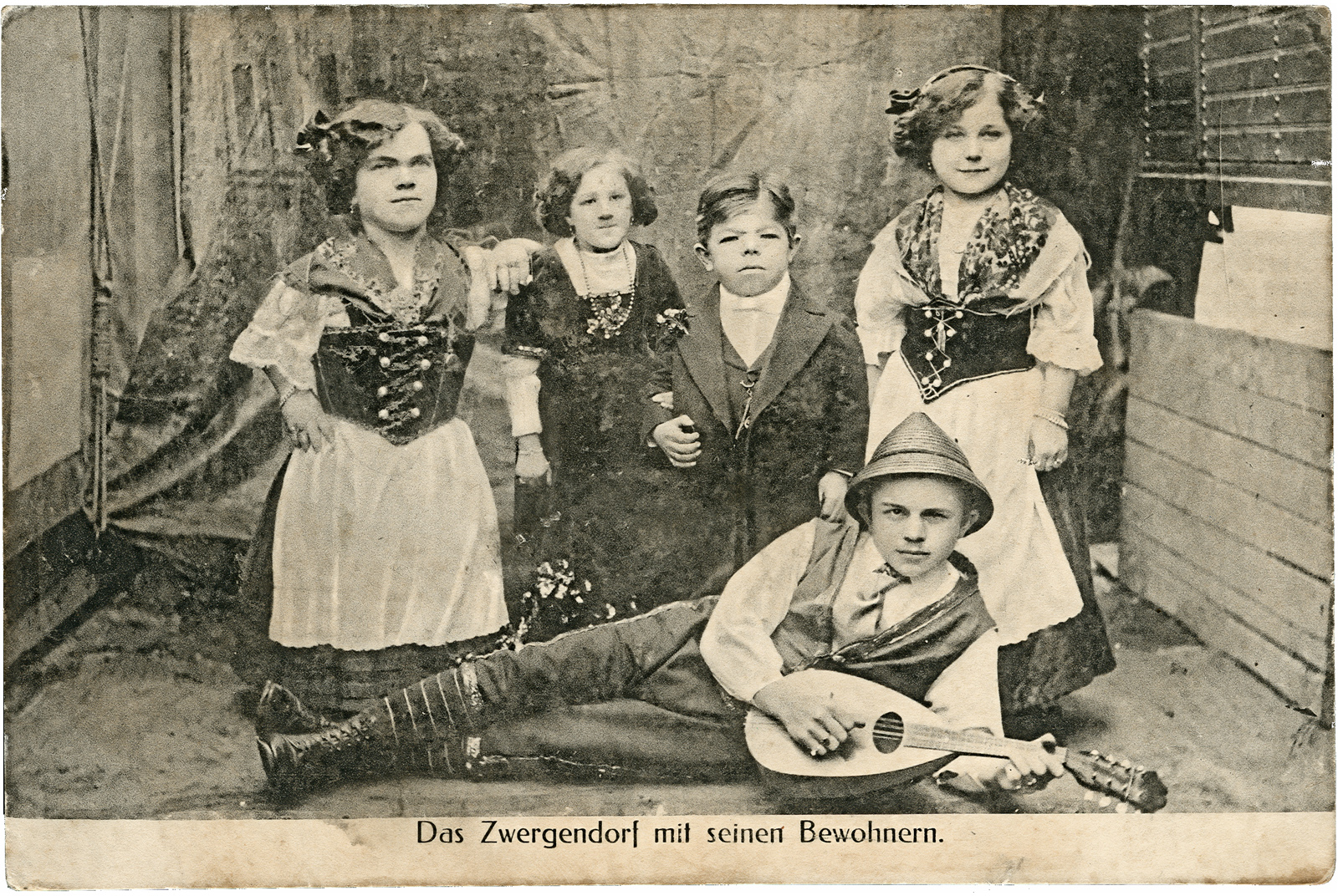
Ansichtskarte ohne Nummerierung, tituliert „Das Zwergendorf und seine Bewohner“.

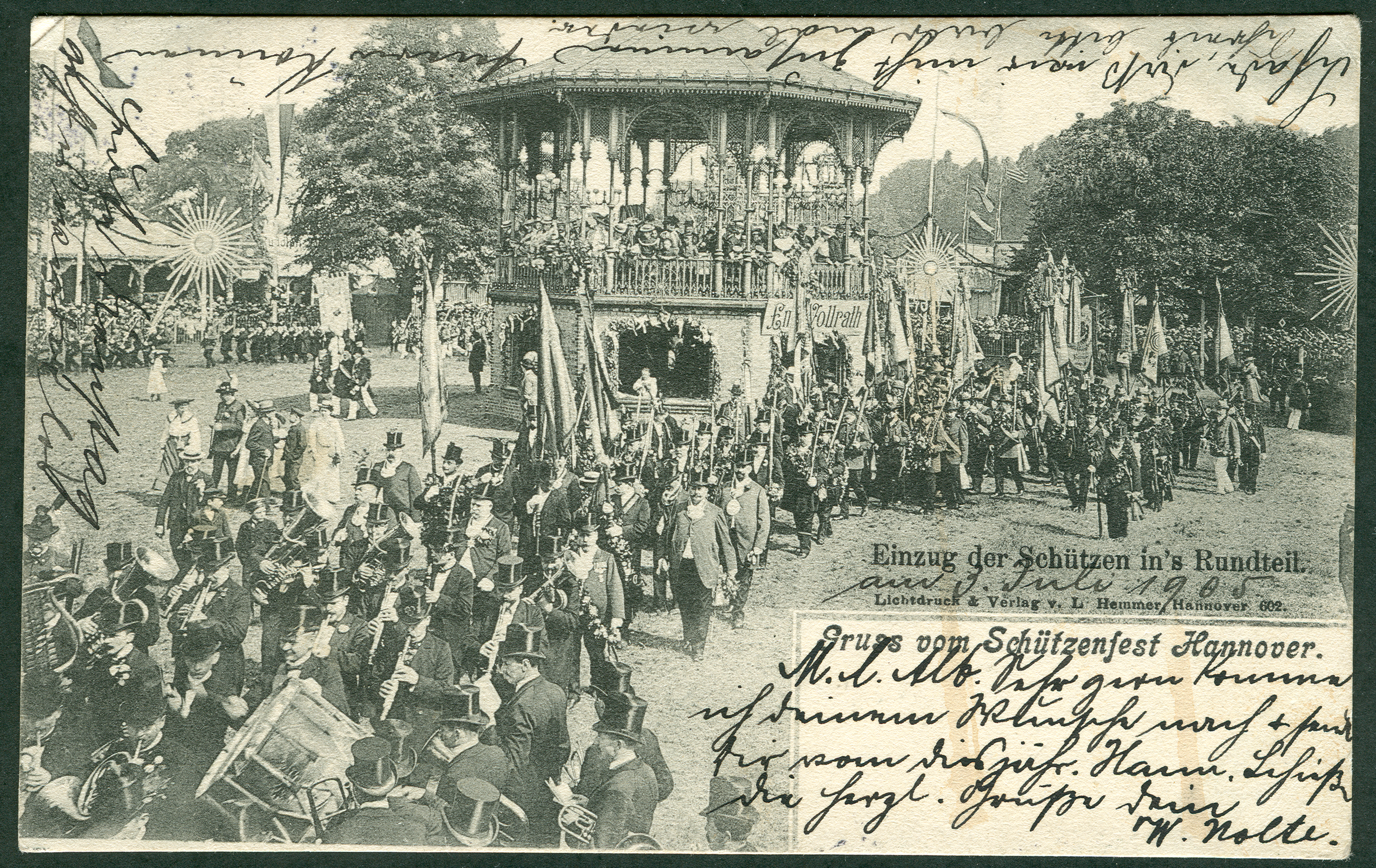
„Einzug der Schützen in's Rundteil“ auf dem alten Schützenplatz;
Ansichtskarte Nummer 602; Foto um 1900

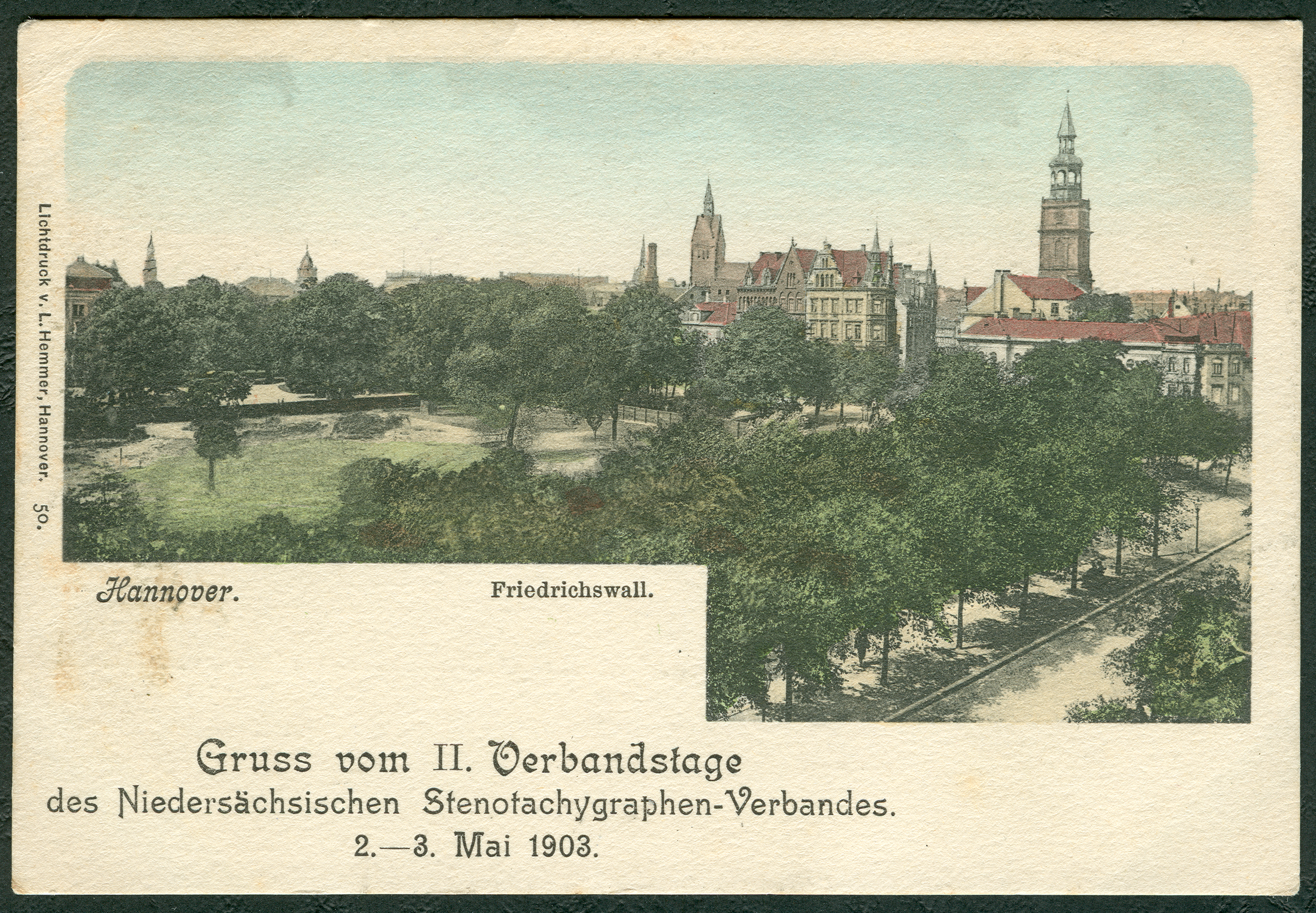
Kolorierter Blick vom Niedersächsischen Landesmuseum über den Platz des noch nicht gebauten Neuen Rathauses zum Friedrichswall; der Zudruck zum „II. Verbandstage des Niedersächsischen Stenotachygraphen-Verbandes 2.-3. Mai 1903“ klassifiziert dieses Dokument als sogenannte „Ereignis-“ oder „Erinnerungskarte“

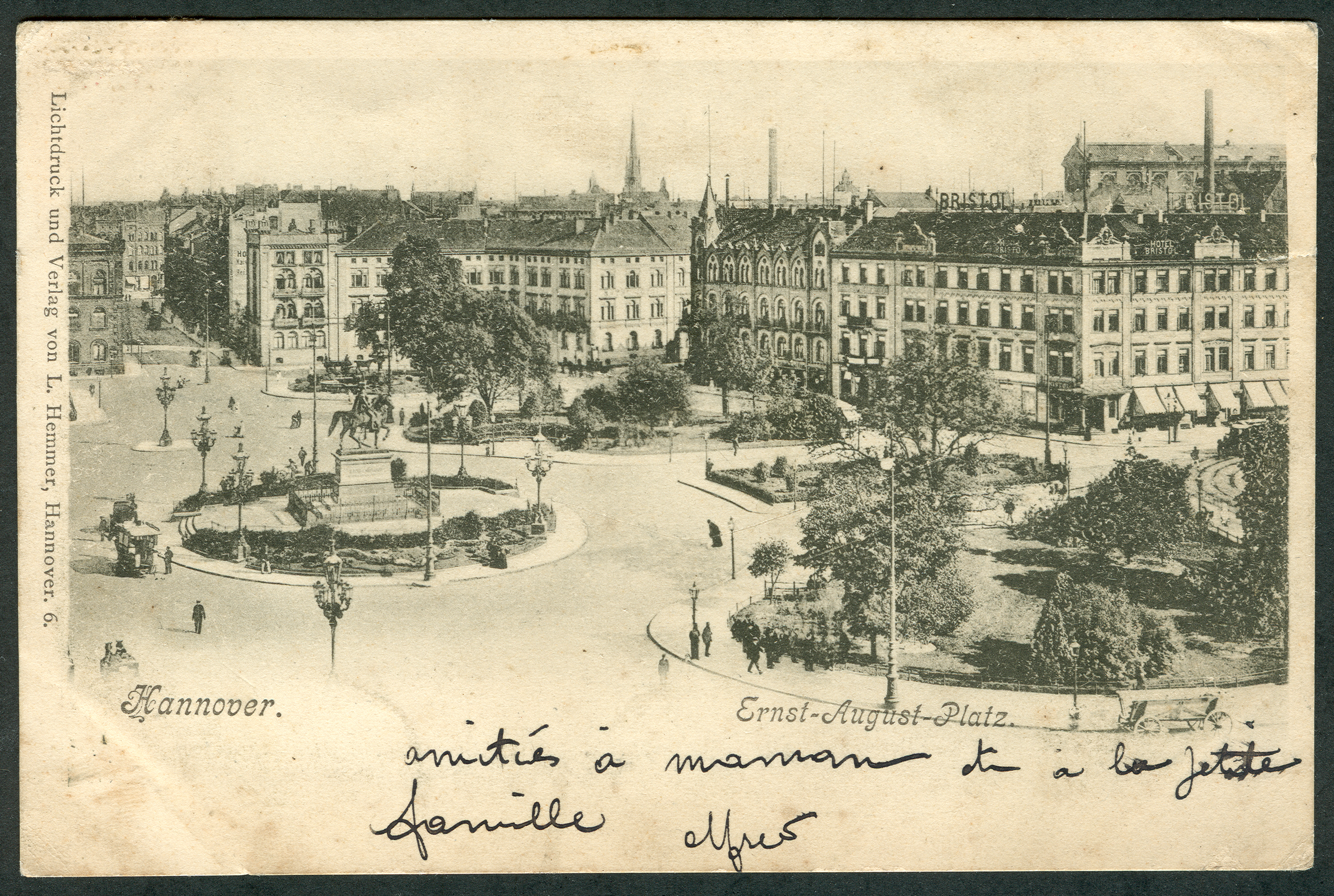
Um 1900: Ansichtskarte Nummer 6 „Hannover. Ernst-August-Platz“, Lichtdruck und Verlag von Ludwig Hemmer

Ludwig Hemmer († 1925) war ein deutscher Drucker und Grafiker in Hannover. Der vielseitige Unternehmer, Fotograf und Verleger von nummerierten Ansichtskarten vertrieb seine im Lichtdruckverfahren produzierten Werke unter dem Namen „L. Hemmer“.

## Leben
Die Graphische Kunstanstalt wurde 1876 von einem „Herrn Hammers“ († 1899) gegründet. 1897 wurde Ludwig Hemmer Teilhaber des Unternehmens, das dann als „Hammers & Hemmer“ firmierte. 1902 wurde Hammers bei einer Erwähnung der Firma nicht mehr genannt. In Paul Siedentopfs ...Buch  der alten Firmen... (s. Literatur) finden sich neben dem Unternehmenslogo „LH“ in einem Quadrat die Überschriften „Ludwig Hemmer, Graphische Kunstanstalt / Lichtdruck, Buchdruck, Klischees, Entwürfe, Zeichnungen, Gebrauchsgraphik, Werbekunst“ und als Adresse die Arnswaldtstraße 13, die als Straße 1888 angelegt wurde.
Von dieser Adresse ist die Ansichtskarte mit der laufenden Nummer 12 bekannt mit einem Blick auf das Ernst-August-Denkmal, die handschriftlich von „Ludwig Hemmer + Frau, geb. Buerschaper“ an die Familie August Reese adressiert war.
Nach dem Tod Ludwig Hemmers ging die Firma 1925 in Walter Hemmer über.

## Werke (unvollständig)
Ähnlich wie sein hannoverscher Kollege Karl F. Wunder produzierte auch Ludwig Hemmer
- eine noch unerforschte Anzahl nummerierter, teils auch kolorierter Ansichtskarten.[2] Bisher konnte eine Nummerierung größer als 600 identifiziert werden.[6]
- eine unbekannte Anzahl von Ansichtskarten ohne Nummerierung.[7]

Hemmers Kunstanstalt stellte die „Druckstöcke der Textabbildungen“ her für das Buch
- Die Kunstdenkmäler der Provinz Hannover, hrsg. im Auftrag der Provinzial-Kommission zur Erforschung und Erhaltung der Denkmäler in der Provinz Hannover von Dr. phil. Carl Wolff, Stadtbaurat, Bd. III (Regierungsbezirk Lüneburg), 1. Kreise Burgdorf und Fallingbostel, mit 2 Tafeln und 62 Textabbildungen, Selbstverlag der Provinzialverwaltung, Theodor Schulze’s Buchhandlung, Hannover 1902[8]